# Seleção Belga de Basquetebol
A Seleção Belga de Basquetebol é a equipe que representa a Bélgica em competições internacionais da modalidade.

## Elenco
Treinador: Eddy Casteels
| N. | Jogador               | Altura | Posição | Clube Atual               |
| -- | --------------------- | ------ | ------- | ------------------------- |
| 4  | Roel Moors            | 1.90   | G       | Port of Antwerp Giants    |
| 5  | Sam Van Rossom        | 1.88   | G       | Valencia Basket           |
| 6  | Christophe Beghin     | 2.05   | C       | Belgacom Spirou Charleroi |
| 7  | Axel Hervelle         | 2.04   | F       | Bizkaia Bilbao Basket     |
| 8  | Jean-Marc Mwema       | 1.95   | F       | Port of Antwerp Giants    |
| 9  | Jonathan Tabu         | 1.90   | G       | CAI Zaragoza              |
| 10 | Quentin Serron        | 1.90   | G       | BC Telenet Oostende       |
| 11 | Guy Muya              | 1.94   | G       | Belfius Mons-Hainaut      |
| 12 | Wen Mukubu            | 1.98   | F       | Belgacom Spirou Charleroi |
| 13 | Maxime De Zeeuw       | 2.04   | F       | Port of Antwerp Giants    |
| 14 | Sacha Massot          | 2.05   | C       | Belgacom Spirou Charleroi |
| 15 | Yannick Driesen       | 2.16   | C       | Port of Antwerp Giants    |
|    | Matt Lojeski          | 1.98   | F       | Olympiacos B.C.           |
|    | Pierre-Antoine Gillet | 2.00   | F       | BC Telenet Oostende       |
|    | Thomas Dreesen        | 2.01   | F       | Okapi Aalstar             |